# Plæygirl
Plæygirl é o quarto álbum de estúdio da cantora e compositora dinamarquesa MØ, o álbum foi lançado no dia 16 de maio de 2025, pelas gravadoras RCA Records e Sony Music UK. Este é o seu primeiro álbum depois de três anos, desde Motordrome (2022). O disco é produzido por Nick Sylvester e Ronni Vindhal, colaborador de longa data de MØ. Segundo a artista, o álbum representa sua versão mais autêntica e livre, pois ela buscou criar músicas que fossem “verdadeiras para mim” e “livres”.

## Histórico
O álbum foi escrito entre 2022 e 2024, nas cidades de Copenhague e Los Angeles. Durante o processo, MØ colaborou com o produtor Nick Sylvester e com seu parceiro criativo de longa data, Ronni Vindahl. Com 12 faixas, o projeto representa o que ela descreve como sua versão mais autêntica e libertadora. "Eu só queria fazer uma música que fosse verdadeira para mim — uma música que parecesse livre. Sinto que estou diante de uma nova era", afirmou.

## Divulgação
Para promover o álbum, MØ anunciou sua primeira turnê ao vivo intitulada Plæygirl, com início previsto para março de 2025, começando por cinco apresentações na Europa, após um evento de lançamento no Lexington, em Londres.

### Singles
O primeiro single do álbum, "Who Said", foi lançado em 17 de outubro de 2024. Uma versão cover de "Wake Me Up", do falecido DJ sueco Avicii — com quem MØ já havia colaborado anteriormente — foi lançada como o segundo single em 6 de dezembro. O terceiro single, "Sweet", com participação da cantora e rapper irlandesa Biig Piig, foi lançado em 28 de janeiro de 2025, junto com o anúncio oficial do álbum. Já o quarto single, "Keep Moving", foi lançado em 21 de março. O quinto e último single "Heartbreak", foi lançado em 15 de maio.